# Gospa od mora
Le Gospa od mora est une réplique de bracera croate construite de 2006 à 2010. Ce voilier à un mât est utilisé pour la plaisance et comme navire école à Dubrovnik.

## Historique
Le bracera Gospa od mora a été commandée en décembre 2005 par l'association Dupinov San (The Dolphin Dream) pour promouvoir la tradition croate de construction maritime et de navigation à voile. Conçu par Velimir Salamo, expert croate en construction navale traditionnelle, ainsi que Nenad Bobanac et Bruno Ančić, le bateau est construit par Milan Jadrešić et Jadran Gamulin de 2006 à 2010 à Betina (shipbuilding service "PILE"), sur l'île de Murter. Le navire a été construit le plus fidèlement possible d'après un ouvrage de l'Académie croate des sciences et des arts. Il est inauguré le 18 avril 2011 à Supetar, sur l'île de Brač.
Le nom de cette réplique signifie nom signifie "Notre Dame de la Mer". le Gospa od mora sert de navire de plaisance et de navire-école en Croatie avec comme port d'attache Dubrovnik, pour promouvoir le patrimoine maritime croate,.

## Caractéristiques
Le Gospa od mora est un bracera à coque bois, à un mât gréé avec une grande voile latine sur une antenne et un foc. Il mesure 17,51 m de long, 9,78 m de longueur de coque et 3,53 m de maitre-bau. Sa propulsion auxiliaire est assurée par un moteur Iveco NEF 100 de 100 chevaux à 4 cylindres en ligne.
Le navire est entièrement en chêne à l'exception des cloisons en pins, du sol en genévrier et des rames en frêne.
Le navire possède une capacité d’accueil de 12 stagiaires encadrés par 2 membres d'équipage. Il possède 2 réservoir de 150 L chacun en fioul et 2 réservoir de 100 L d'eau.

## Galerie d'images

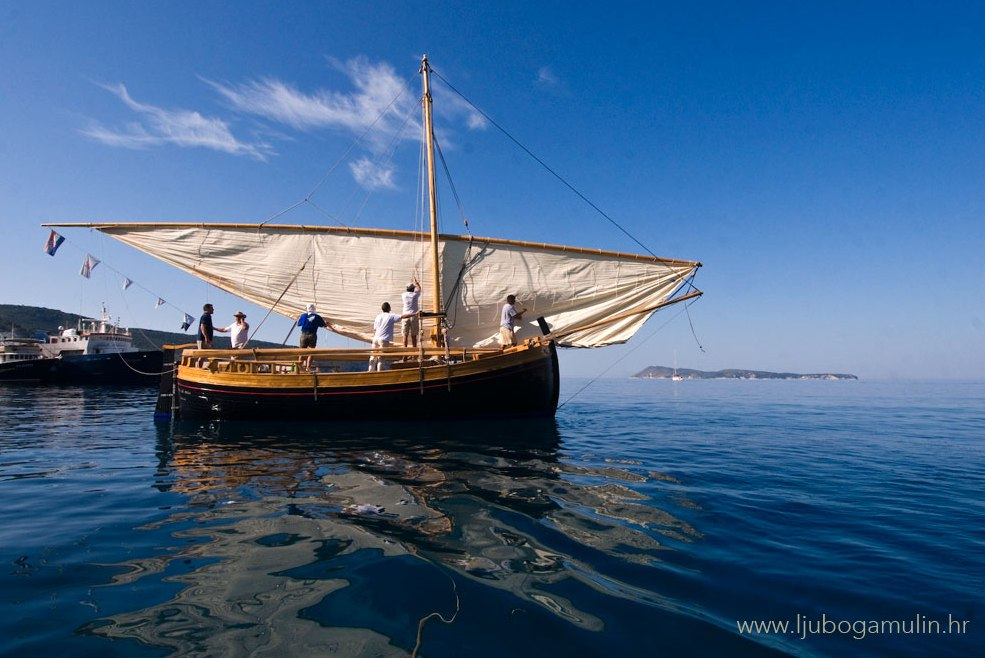
Levée de voile sur le bracera Gospa od mora.
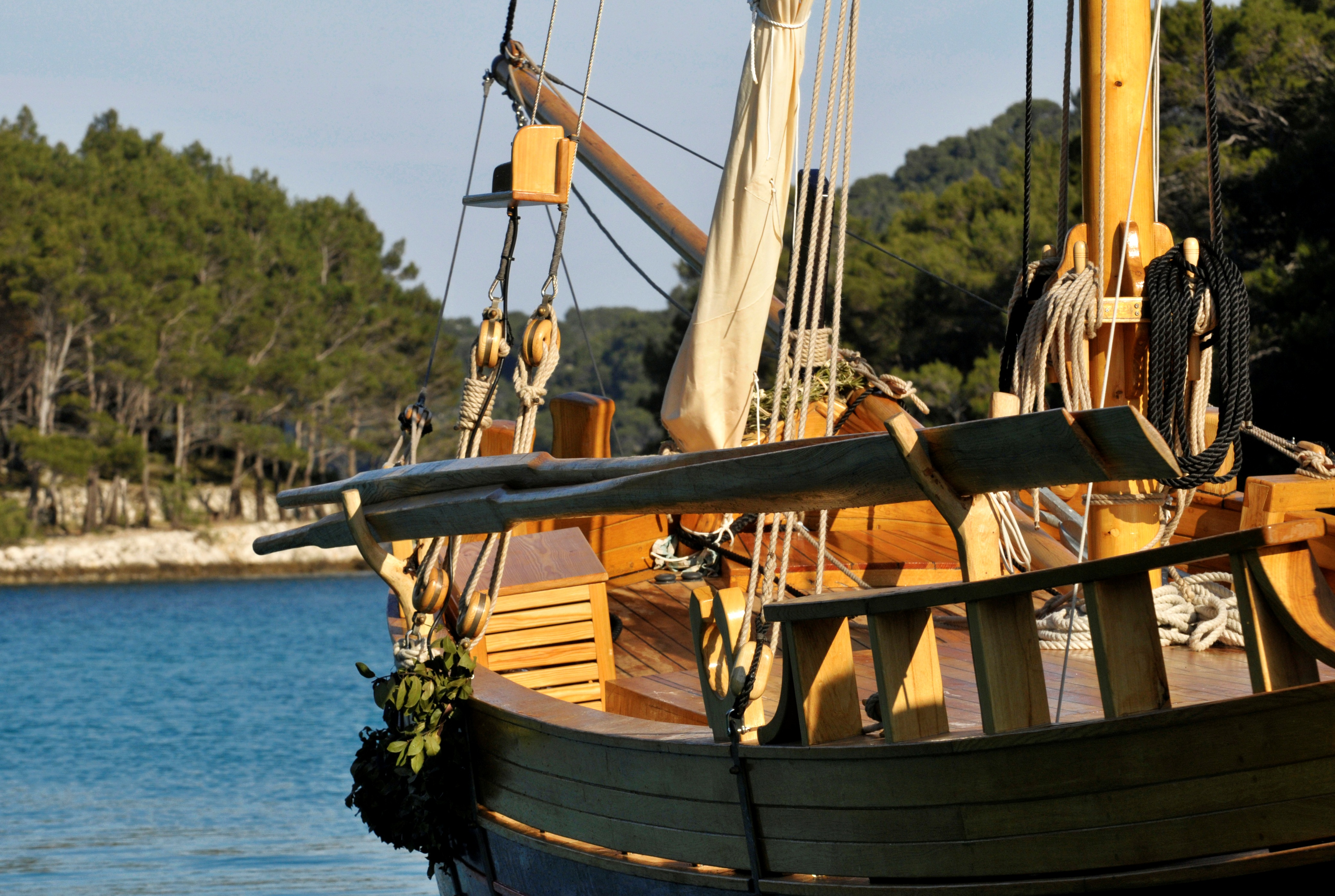
Détails du pont avec une paire de rames.
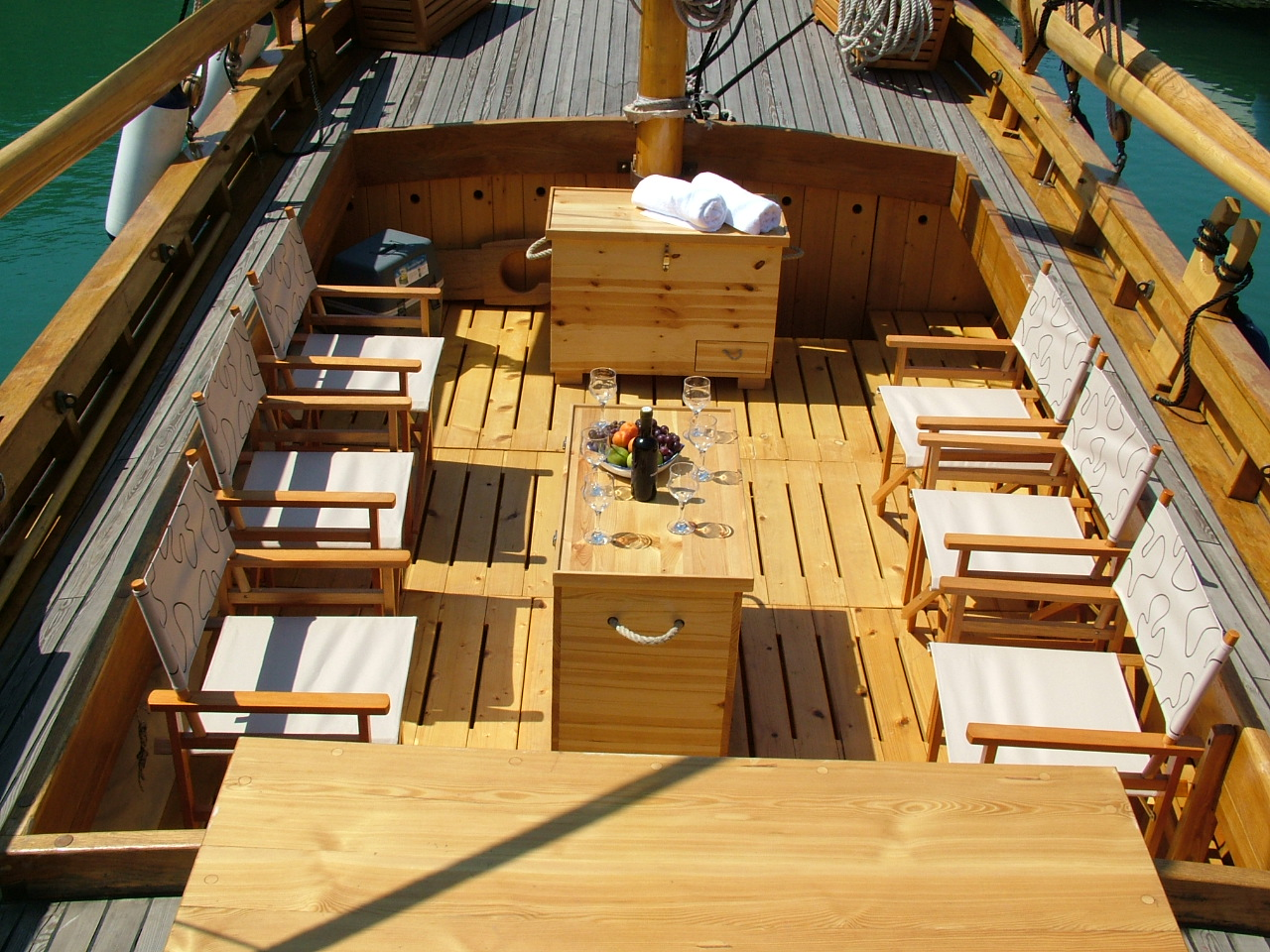
L'intérieur du Gospa od mora.
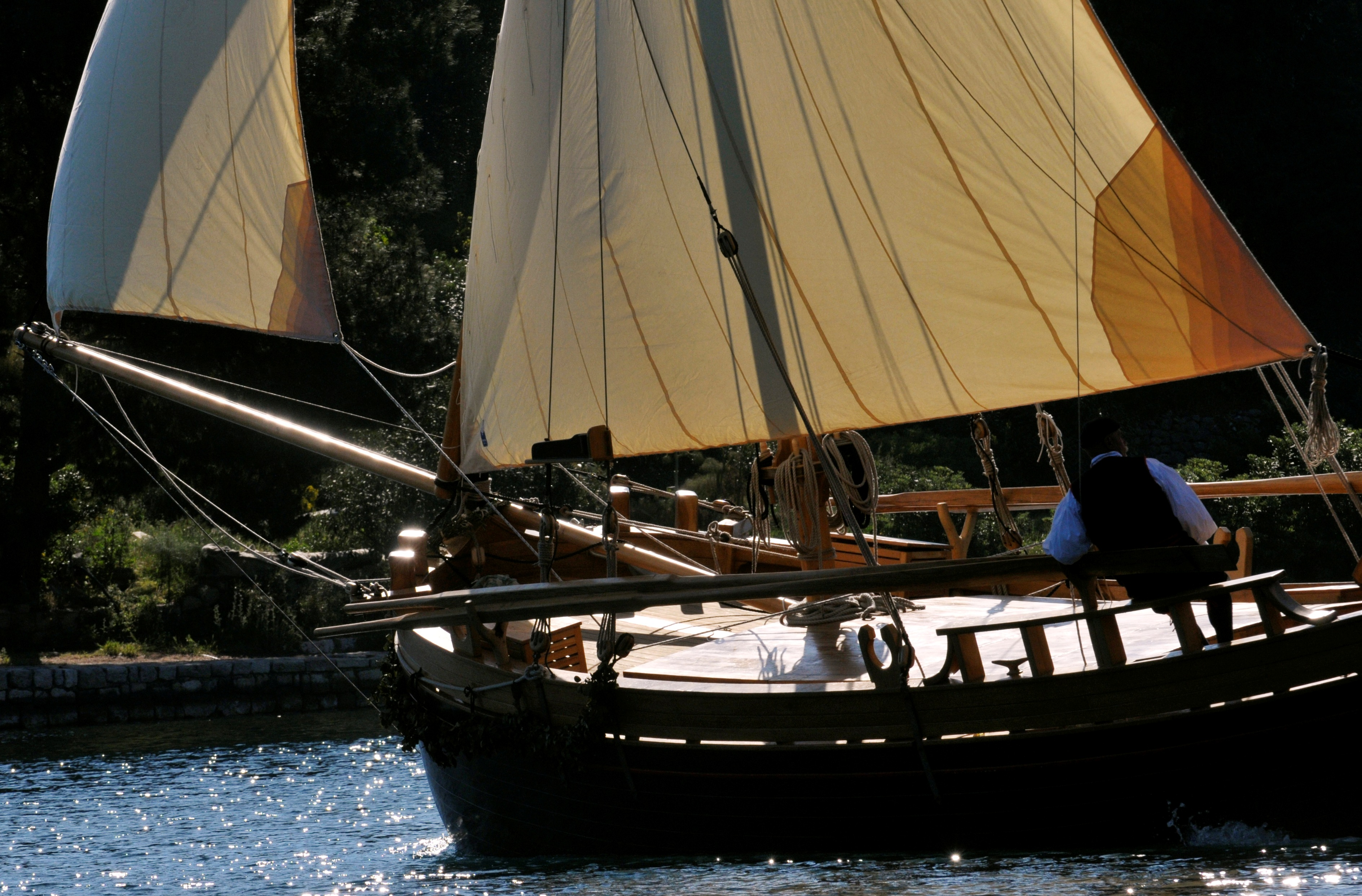
Gospa od mora naviguant sur le lac Mljet.